# Diabo (Burkina Faso)
Diabo è un dipartimento del Burkina Faso classificato come comune, situato nella provincia di Gourma, facente parte della Regione dell'Est.
Il dipartimento si compone del capoluogo e di altri 63 villaggi: Bagatenga, Benkoko, Boudierghin, Boulgatenga, Bouloumbougdi, Boulyoghin, Bouri, Combemgogo, Daboadin, Dazouri, Dianga, Diapangou-Peulh, Gninboadin-Diabo, Guilgin, Kabga, Kalbekin, Kamona, Kandaga, Kanhomé, Koulpissi, Koulwoko, Kouriogin, Lantaogo, Lantaogo-Tamassogo, Lanti, Lorgho, Louloubtenga, Maouda, Mocomtore, Nabi-Raogo, Nintenga, Ouavoussé, Piga, Pikoinsé, Pissalboré, Pisseguédin, Pitenga, Pizonguin, Pohemtenga, Saatenga, Sabioken, Sanéwabo, Sanéwabo-Yarcé, Seiga, Silmitenga, Tamkoursi, Tampanga, Tangandé, Tangaye, Tanlallé, Tansouka, Tanziéga, Tiabga, Tiabtamassogo, Yantenga, Yanwéga, Yarcétenga, Zamsé, Zanré, Zecca, Ziella, Zinknabbin e Zonatenga.